# Іда Сакстон Мак-Кінлі
Іда Мак-Кінлі (уроджена Сакстон; 8 червня 1847 — 26 травня 1907) — перша леді Сполучених Штатів з 1897 по 1901 рік та дружина президента Вільяма Мак-Кінлі. Також з 1892 до 1896 року була першою леді Огайо.
Народжена в успішній родині Огайо, Іда зустріла свого майбутнього чоловіка, а потім під час перших років [./Https://en.wikipedia.org/wiki/Reconstruction_era реконструкції] з ним одружилася. Вона так і не оговталася від ранньої смерті їхніх дочок, тому мала слабке здоров'я до кінця свого життя. Під час кампанії та протягом перебування на посаді її чоловік дуже дбав про Іду та вдовольняв усі її потреби, оскільки вони були відданою парою. Проте, можливості Іди виконувати роль першої леді були обмежені. Додаткове горе їй принесла смерть брата, а потім і чоловіка. Мак-Кінлі був убитий анархістом, а Іда щодня відвідувала місце спочину свого чоловіка аж до власної смерті.

## Раннє життя і шлюб
Іда народилася 1847 року в Кантоні, штат Огайо, була найстаршою дочкою Джеймса Сакстона, видатного банкіра Кантону, і Кетрін ДеВолт. Родина Сакстонів належала до перших американських піонерів і була доволі заможною. У 1855 році її батько заснував Сакстон, Пенсильванія. Її дід, Джон Сакстон, ще 1815 року заснував The Repository, першу в місті і на той час єдину газету. Завдяки роботі в банківській сфері, Джеймс Сакстон став другим найбагатшим чоловіком в Кантоні. Іду та її молодших сестру та брата, Мері та Джорджа, виховували у великому Сакстонському будинку. Про дитинство Сакстонів відомо небагато. Іда мала близькі стосунки зі своєю матірʼю та бабусею, Крістіною ДеВолт. Це вплинуло на її пізніші переконання, що близькі міжпоколінні родинні звʼязки є ключовими у житті жінки. Під час Громадянської війни в США, Кетрін ДеВолт очолювала волонтерську кампанію зі збору матеріалів та пошиття форми для Армії Союзу. Іда допомагала матері, поки була на канікулах.

### Освіта
Родина Сакстонів вірила в аболіціонізм та рівні права на освіту для жінок. Джеймс Сакстон був в опікунській раді місцевої державної школи Кантона та призначив Бетсі Мікс Коулс, видатну аболіціоністку та суфражистку, на посаду директорки школи Кантон Юніон. Коулз стала близьким наставником для Іди, поки та навчалась. З 1862 до 1863 року, Іда навчалась в  Делфійській академії, в Клінтоні, округ Нью Йорк, оскільки Коулз перевелась туди для викладання. Академія стала першою школою-інтернатом для Іди, там вона вивчала фінанси та бухгалтерський облік. Проте, і Сакстон, і Коулз, покинули Дельфійську академію через її симпатії до Конфедерації. Пізніше, з 1863 до 1865, Сакстон навчалася в Санфордській школі в Клівленді, штат Огайо. Як і в інших школах, Іда досягала успіхів у навчанні, її називали "здібною" та "видатною" ученицею. 
З 1865 до 1868 року, Сакстон навчалась в жіночому пансіонаті при жіночій семінарії Брук-Голл в Медіа, штат Пенсільванія. Там вона опановувала спів, гру на фортепіано, вишивання, а також мовознавство - усе для того, аби підготуватись до ролі господині. У вільний від навчання час, Іда часто подорожувала до Філадельфії, штат Пенсільванія, де відвідувала оперу, концерти класичної музики або театральні вистави. Сакстон завʼязала багато тривалих дружніх звʼязків з однокласниками та викладачами в семінарії Брук-Голл, зокрема з вчителькою Гарієт Голт. Голт була переконана, що жінки повинні бути фізично активними, що було прогресивною ідеєю на той час. Це надихнуло Іду щодня здійснювати довгі прогуляки для покращення своєї фізичної форми.

### Карʼєра та подорож до Європи
Після випуску в 1868, батько Іди наполік на тому, щоб дівчина стала акторкою, щоб допомогти зібрати кошти для будівництва нової Пресвітеріанської церкви. Того березня, Іда виступила на сцені оперного театру Шефера, позуючи для живих картин, що зображували різні сцени з американської та європейської історії. Її виступ зібрав багато глядачів, близько 1200 людей стікалися до оперного театру та називали Іду Сакстон "найкращою акторкою". Також пізніше Сакстон працювала касиркою в банку свого батька. Її роль в баку була суперечливою, а її колеги-чоловіки вважали, що Іда була "надміру" освічена. Проте Сакстон відстоювала свою посаду в банку, вважаючи, що її батько хотів, щоб вона могла забезпечувати себе сама без необхідності виходити заміж. Окрім часу, проведеного в подорожі, Сакстон працювала в банку до 1871, коли вона вийшла заміж за Вільяма МакКінлі. Коли Сакстон не працювала і не подорожувала, вона викладала в недільній школі при Першій Пресвітеріанській церкві, яку допоміг заснувати її дід, Джон Сакстон.
З червня по грудень 1869 року Іда Сакстон та її молодша сестра Мері здійснили Велику подорож Європою у супроводі Джанетт Александр. Жінки використали цю поїздку як можливість завершити свою освіту. Група породожувала по всій Європі, вони відвідали Ірландію, Шотландію, Англію, Швейцарію, Нідерланди, Бельгію, Францію, Німеччину та Італію. Сакстон відвідала безліч музеїв мистецтв та зустріла скульпторку Вінні Рім, котра стала відомою завдяки своїй скульптурі Авраама Лінкольна в Парижі. Також в Амстердамі Сакстон зустріла художника Чарльза Феліра, який малював ротом, оскільки не мав кінцівок. Згідно з Національною Бібліотекою перших леді, "схоже, що цей приклад [художника] пізніше надихнув її наполягати на повноцінному громадському житті, незважаючи на обмеження, які в неї розвинулись [пізніше в житті]". Коли група прибула до Італії, Александр влаштувала Іді та Мері зустріч з Папою Пієм IX. Хоча Сакстон не любила римо-католицизм, бо вважала, що "форма та церемонія занадто складні", вона "вклонилася перед [Папою] та поцілувала його руку", бо вважала, що він був "таким милим старим чоловіком". Іда та Мері зберегли звичку щодня ходити в походи, щоб підтримувати фізичне здоровʼя, подорожуючи Швейцарськими Альпами. Подорожі також вплинули на соціальний світоляд Сакстон та допомогли їй усвідомити своє привілейоване становище, оскільки Іда стала свідком того, як жінки робітничого класу виконували важку роботу за невелику плату. Одним з таких прикладів була її поїздка до Бельгії, де вона бачила, як робітниці створюють мереживо в поганих умовах. Для підтримки мереживниць, Санстон вирішила придбати багато їхніх витворів і все своє життя присвятила створенню колекції бельгійського мережива.

## Шлюб та сімʼя
25 січня 1871 року 27-річний Вільям Мак-Кінлі та 23-річною Іда Сакстон одружилися в Першій пресвітеріанській церкві в Кантоні, яка тоді ще будувалася. Після весільної церемонії, проведеної преподобним Е. Бекінгемом і преподобним доктором Ендслі, пара відвідала прийом у будинку батьків нареченої й вирушила у східну весільну подорож.

### Діти
У Мак-Кінлі було дві дочки. Обидва померли в дитинстві. Їх звали Кетрін «Кейті» Мак-Кінлі (1871–1875) та Іда Мак-Кінлі (квітень 1873 — серпень 1873).

### Кетрін Мак-Кінлі

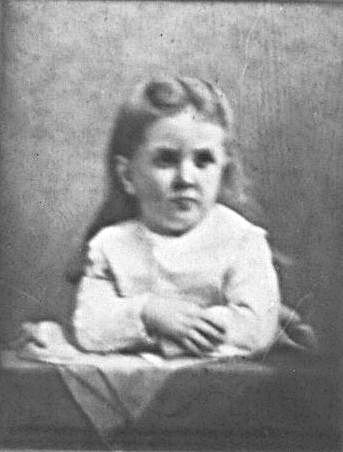
Портрет Кеті, що висів на стіні будинку Мак-Кінлі.

Кеті народилася на Різдво 1871 року, коли її батько ще був юристом Кантону, штат Огайо. Іда оточувала її любов'ю, поки навесні 1873 року не народилася друга дочка. Через те, що мати Іди померла за два тижні до пологів, дитина, яку також звали Іда, народилася після дуже важких пологів і померла через чотири місяці.
Іда була вражена горем, і вона вірила, що Бог покарав її, убивши дочку. Вона вимагала, щоб Вільям і Кеті обсипали її проявами любові та прихильності. Через велике потрясіння від утрати, у неї розвинулися флебіт і епілепсія, і вона відчайдушно боялася втратити свою первістку Кеті. Іда проводила цілі дні у затемненій кімнаті з Кеті на руках, цілувала її та плакала. Одного разу брат Вільяма, Абнер, знайшов Кеті, яка гойдалася біля воріт саду свого будинку, і запросив її погуляти з ним. Дитина відповіла, що «якщо [вона] вийде з двору, Бог ще покарає [її] маму».
У червні 1875 року Кеті захворіла на черевний тиф і за кілька днів померла. Спочатку її поховали на кладовищі Вест-Лон у Кантоні, але 10 жовтня 1907 року Кеті та її молодша сестра Іда були ексгумовані та повторно поховані в північній стіні Національного меморіалу Мак-Кінлі. Того ж дня тіла Іди та Вільяма були повторно поховані в тому ж місці.
Коли Кеті померла, Іда була фактично розбита.

## Захворювання
Маючи тендітний, нервовий темперамент через втрату за короткий проміжок часу матері та двох маленьких дочок, місіс Мак-Кінлі зламалася і захворіла на епілепсію. Так вона стала повністю залежною від чоловіка. Її напади іноді траплялися публічно, скажімо, на інавгураційному балу Мак-Кінлі як губернатора Огайо. Хоча Іда боролася зі своєю хворобою до кінця життя, вона продовжувала займатися своїм хобі, в'язавши капці гачком, роблячи буквально тисячі пар подарунків друзям, знайомим і благодійним організаціям, які продавали пари за великі суми.
Для свого стану вона часто приймала барбітурати, лауданум та інші поширені заспокійливі засоби того часу.

## Перша леді Сполучених Штатів

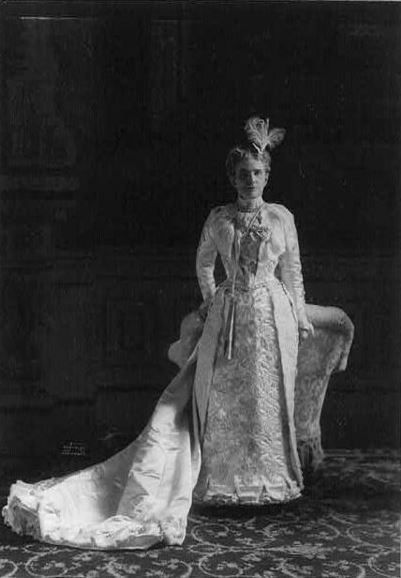
Іда Мак-Кінлі на офіційному фото в ролі першої леді

Президент Мак-Кінлі дуже дбав за дружиною, щоб покращити її стан. Порушуючи традицію, він наполягав, щоб Іда сиділа поруч із ним на державних обідах, а не на іншому кінці столу. Також багато соціальних справ, які зазвичай бере на себе перша леді, лягли на місіс Дженні Таттл Гобарт, дружини віцепрезидента Гаррета Гобарта. Гості відзначали, що кожного разу, коли у пані Мак-Кінлі ставався напад, президент обережно клав їй на обличчя серветку або хустку, щоб приховати її спотворені риси. Коли це проходило, він прибирав його і продовжував робити те, що робив, ніби нічого не сталося.
Про терплячу відданість і любов президента говорили в столиці. «Президент Мак-Кінлі зробив це досить важко для решти з нас, чоловіків, тут, у Вашингтоні», — зауважив сенатор Марк Ганна.

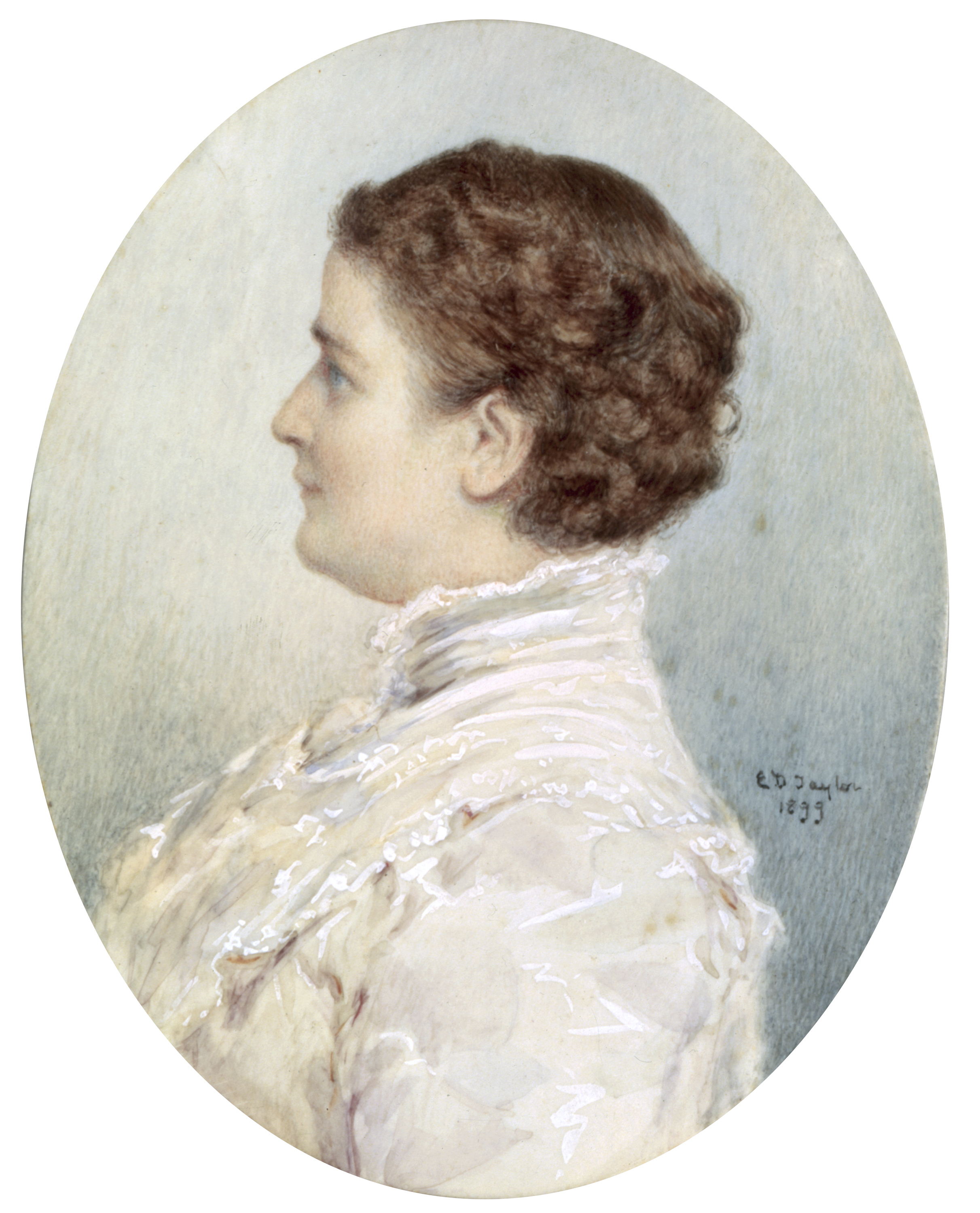
Іда Сакстон Мак-Кінлі, офіційний портрет Білого дому

Перша леді часто подорожувала з президентом. Пані Мак-Кінлі поїхала до Каліфорнії з паном Мак-Кінлі у травні 1901 року, але перебуваючи в Сан-Франциско вона сильно захворіла, через що був скасований запланований тур Північним-Заходом. Вона також була з ним під час поїздки до Буффало, штат Нью-Йорк, у вересні того ж року, коли на нього було скоєно напад, але не була присутня при цьому. 6 вересня 1901 року 28-річний анархіст Леон Чолгош застрелив президента Мак-Кінлі в живіт. Лікарі не змогли знайти кулю. Рана президента зрештою інфікувалася гангреною. Він помер через вісім днів після стрілянини у віці 58 років.

## Пізніше життя і смерть

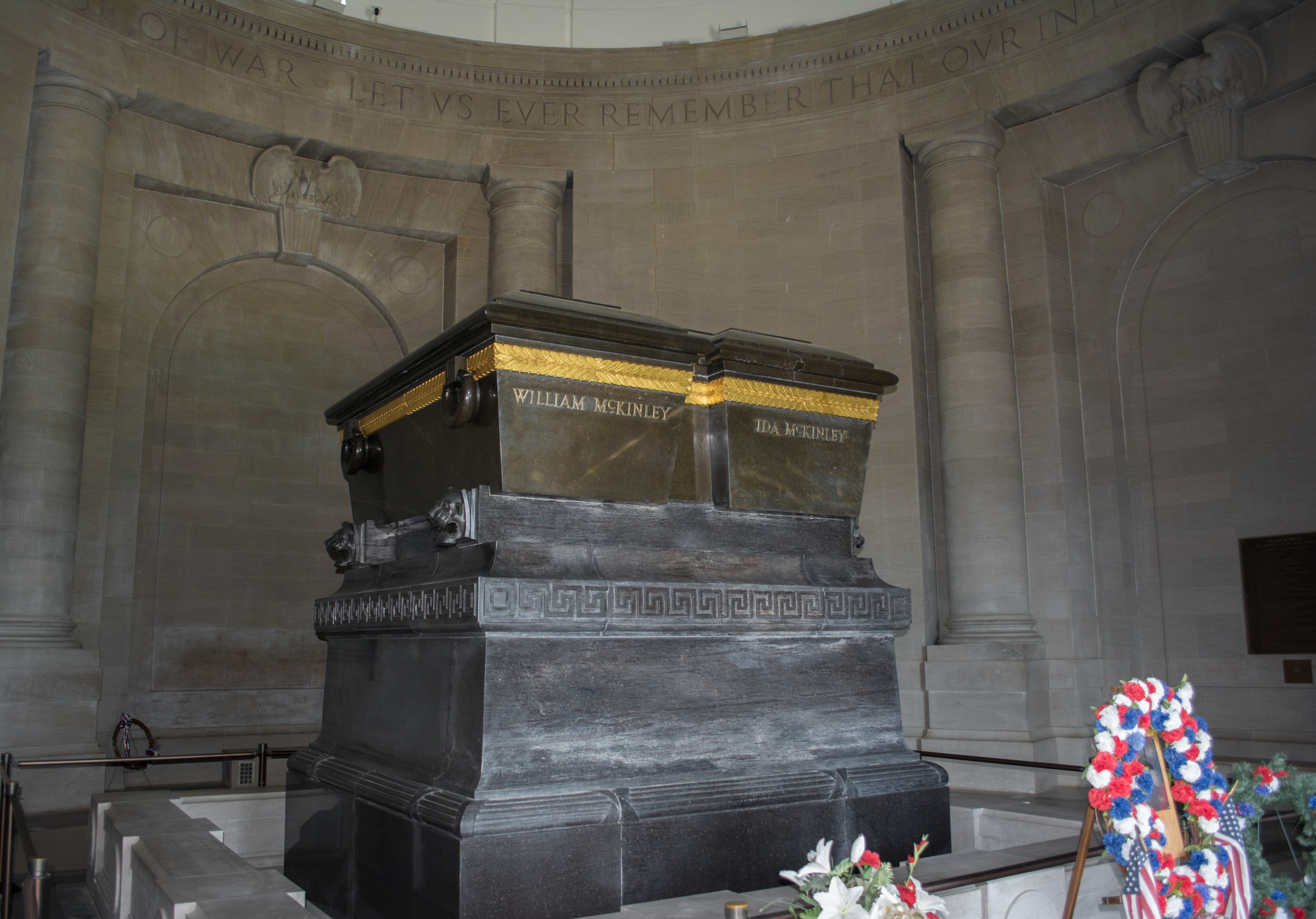
Могила Вільяма та Іди Мак-Кінлі

Після вбивства її чоловіка Леоном Чолгошем у Буффало, Нью-Йорк, у вересні 1901 р. пані Мак-Кінлі втратила жагу до життя. Попри те, що Іда добре витримала дні між стріляниною і смертю свого чоловіка, вона не могла змусити себе бути присутньою на його похороні. Її здоров'я підірвалося, коли вона повернулася до свого дому у Кантоні. За нею доглядала молодша сестра. Вільям Мак-Кінлі був похований у сховищі для прийому Вертса на кладовищі Вест-Лон, доки не було споруджено його меморіал. Іда його відвідувала щодня до власної смерті. Вона пережила президента менше ніж на шість років, померши 26 травня 1907 року у віці 59 років. Її поховали поруч із ним і двома їхніми померлими дочками в меморіальному мавзолеї Мак-Кінлі в Кантоні.

## Вбивство брата Джорджа Сакстона
За три роки до вбивства її чоловіка було вбито єдиного брата Іди, відомого парубка-плейбоя Джорджа Де Волта Сакстона (1850—1898). У смерті була звинувачена пані Анна «Енні» Е. Ерхарт Джордж, її потім судили 2–24 квітня 1899 року. Після дев'яти років залицяння до Джорджа і ще шести, які зайняв їх скандальний роман, Сакстон попросив і профінансував розлучення своєї коханої з її чоловіком Семпл К. Джорджем, який у 1892 році подав до суду на Сакстона до Верховного суду за відчуження прихильності. Він погоджувався на компенсацію в 1850 доларів США плюс судові витрати (після тихого повторного одруження з Люсі Грем), але пізніше відкинув свої претензії. Вважається, що неможливість подати до суду на Сакстона за порушення обіцянок, спонукали місіс Джордж вистрілити в нього, коли він наближався до дому іншої жінки. Ні Сакстони, ні родина Мак-Кінлі не були присутні на судовому процесі. ЗМІ відстоювали її справу. Джордж заявила про самооборону і була виправдана у вбивстві першого ступеня судом присяжних. Пізніше Ерхарт одружилася з доктором Артуром Корнеліусом Рідаутом (1861—1906), який, як вважають, був п'яницею та азартним гравцем, чия смерть через повішення на люстрі була визнана самогубством.

## Спадщина

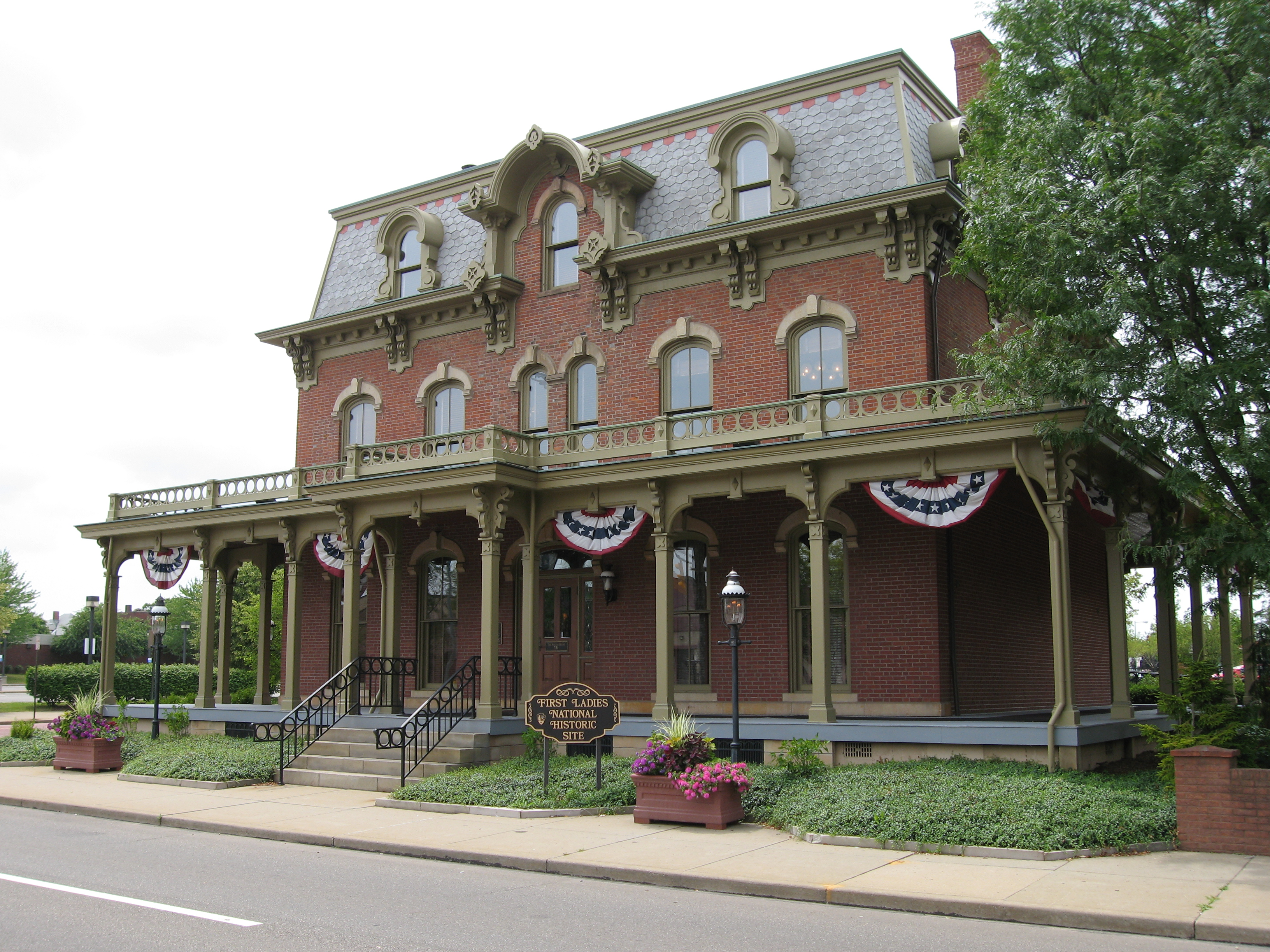
Будинок Сакстон, колишній будинок Іди Сакстон Мак-Кінлі, тепер є частиною Національного історичного місця Перших леді.

Будинок дитинства Іди, Сакстон-Гауз, зберігся на Маркет-авеню в Кантоні. Окрім того, що вона росла в цьому будинку, вона та її чоловік також жили там із 1878—1891 роки, – період, протягом якого майбутній президент Мак-Кінлі був одним із представників Конгресу Огайо. Будинок був відновлений у вікторіанському стилі й став частиною Національного історичного об'єкта Першої леді після його освячення в 1998 році.